# Wolbachia
Wolbachia – rodzaj Gram-ujemnych bakterii z rodziny Anaplasmataceae, bezwzględnych pasożytów wielu bezkręgowców, w tym owadów i nicieni.
Wolbachia żyje w cytoplazmie komórek zainfekowanego gospodarza. Przenosi się na następne pokolenia w komórkach jajowych, czyli przekazywana jest tylko w linii matczynej. Wpływa na rozmnażanie się gospodarzy np. zabijając embriony samców lub zamieniając je w samice. Ponadto może powodować wymieranie embrionów powstałych w wyniku zapłodnienia niezainfekowanej samicy przez zainfekowanego samca (a nawet wtedy, kiedy samica jest zarażona innym szczepem Wolbachii) – tzw. niekompatybilność cytoplazmatyczna.
Wolbachia jest też pasożytem wielu gatunków nicieni wywołujących filariozę (słoniowacizna, ślepota rzeczna). Ostatnie badania sugerują, że bakteria odgrywa znaczną rolę w patogenezie filariozy.